# Al-Kafrun
Al-Kafrun (tiếng Ả Rập: الكفرون; cũng đánh vần là Kafroun) là một ngôi làng Syria ở Tỉnh Tartus. Nó nằm trong dãy núi an-Nusayriyah ở độ cao 550 mét so với mực nước biển, làm cho nó trở thành một khu nghỉ mát mùa hè cho người dân địa phương muốn thoát khỏi nhiệt độ mùa hè nóng ở vùng thấp. Đó là khoảng 40 dặm từ thành phố lớn của Homs. Theo Cục Thống kê Trung ương Syria (CBS), al-Kafrun có dân số là 485 trong cuộc điều tra dân số năm 2004. Cư dân của nó chủ yếu là Kitô hữu Chính thống Hy Lạp.
Nó được biết đến trong khu vực cho lễ hội hàng năm để kỷ niệm sự thăng thiên của Mary vào ngày 15 tháng 8, được tổ chức trên đỉnh núi Jabal al-Saideh. Al-Kafrun là nơi sinh của ca sĩ nổi tiếng người Syria George Wassouf.